# 南海区
南海区是中国广东省佛山市的一个市辖区，是著名的“广东四小虎”之一。历史上与邻近的番禺、顺德合称为南番顺，是为本土发展的岭南文化之重要组成部分，區人民政府駐桂城街道南海大道88號。

## 词源
南海区的名称來自此前的南海县，隋朝建縣；南海縣之名又來自南海郡。南海的官方外文名称为“Nanhai”，郵政式拼音名称为“Namhoi”。

## 地理
佛山市南海区位于广东省中部，珠江三角洲腹地，处于北纬22°48'03＂－23°18'00＂, 东经112°51'55＂－113°15'47＂之间。东面与广州市白云区、荔湾区及番禺区毗邻，南面与禅城区，顺德区接壤，西面与高明区、江门市鹤山市隔江相望，北面与三水区和广州市花都区相邻。总面积1073.8平方公里。地处珠江三角洲平原，间有岛丘突起。最高峰高凹顶，海拔540米。
西江和北江作为两大干流经过南海，除此之外，南海还密布河网。南海淡水资源极为丰富，可利用水量达78.74亿立方米。
南海区属海洋性亚热带季风气候，光热充足，气候温和，雨量充沛。年平均气温22.2℃，1月平均气温13.5摄氏度，7月平均气温28.8摄氏度。年平均降雨量1638毫米，4～9月为汛期，其降雨量占全年的81%；7～10月为台风季节，常受影响。

## 行政區劃
2005年及2013年南海行政区划兩次调整之後，南海区辖1街道6镇。
| 行政区   | 面积   | 人口  | 社区居委会 | 村委会 | 注                                       |
| -------- | ------ | ----- | ---------- | ------ | ---------------------------------------- |
| 大瀝鎮   | 91.64  | 34.6  | 43         | 0      | 包括盐步与黄岐街道办事处。               |
| 裏水鎮   | 148.36 | 20.1  | 24         | 16     | 包括和顺镇。                             |
| 獅山鎮   | 336.24 | 40.0  | 48         | 28     | 包括松岗镇、官窑镇、小塘镇與原羅村街道。 |
| 西樵鎮   | 173.54 | 18.8  | 24         | 9      |                                          |
| 九江鎮   | 95.25  | 11.65 | 20         | 7      | 包括沙头镇。                             |
| 丹灶鎮   | 142.49 | 12.56 | 22         | 6      | 包括金沙镇。                             |
| 桂城街道 | 84.30  | 37.01 | 45         | 0      | 包括平洲街道办事处。                     |

- （以上数据来源于2022年南海区统计图鉴[6]，其中面积单位为平方公里，人口单位为万人[註 1]）

现辖：
桂城街道、九江镇、西樵镇、丹灶镇、狮山镇、大沥镇和里水镇。

## 人口
根據第七次全国人口普查數據，截至2020年11月1日零時，南海區常住人口為3667247人。

## 历史
南海是“南（南海区及禅城区）番（广州老八区、番禺区及南沙区）顺（顺德区）”的一部分，是广府民系的重要聚居地。
6000年前，南海开始出现“西樵山文化”。隋开皇十年（公元590年）设置南海县，县署驻广州。唐属广州都督府。北宋太祖开宝四年（公元971年）属广南东路，五年属广州。元世祖至元十五年（公元1278年）属广东道广州路。明洪武元年（公元1368年）属广州府。清属广东省广州府，為广州府兩個附郭縣之一（另一個為番禺縣），其縣署置於廣州城內。今天廣州仍有舊南海縣街，今天北京路以西及整個荔灣區，俱是昔日南海縣管豁地域。終清一代，雖然與番禺同屬附郭縣，但舉凡兩廣總督官署、廣東巡撫衙門、廣州將軍衙門、廣東水師提督衙門、廣州府衙、廣東省學宮都位於南海縣界內，而清廷沒有一個府級官署置在番禺境內，故省會實屬南海縣。
1911年辛亥革命后属粤海道。1912年县署迁佛山镇。1920年废道后直属省。民国21年（1932年）属中区绥靖公署，25年（1936年）属第一区行政督察专员公署。抗日战争期间，县治曾迁九江西岸:68-73。

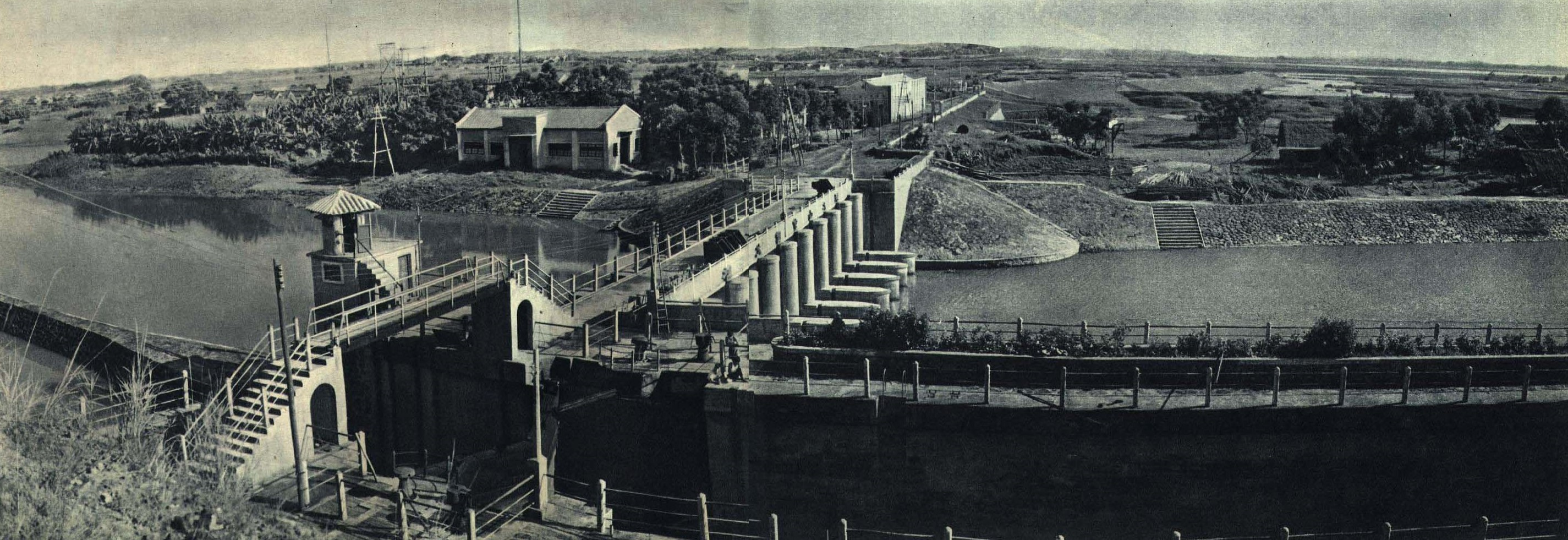
1962年广东南海县桥北大围电力排水站

1950年3月成立县人民政府。1951年1月经政务院批准，佛山撤镇设市，南海县与之分治，县人民政府仍驻佛山市城区。1950年1月至1952年11月属珠江专员公署；1952年11月至1956年2月属粤中行政公署；1956年3月至1958年11月属佛山专员公署；1958年11月至1959年1月属广州专员公署；1959年1月至1967年3月属佛山专员公署；1967年3月至1968年3月属佛山地区军事管制委员会军管；1968年3月至1979年3月为佛山专区（1970年10月起改为佛山地区）革命委员会管辖；1979年3月至1983年6月属佛山地区行政公署；1983年6月，广东省实行市领导县的体制，佛山地、市合并，南海县隶属于佛山市。
1988年7月，经民政部同意，县人民政府驻地迁至桂城镇。1992年9月经民政部批准撤销南海县，设立南海市，省直辖，佛山市代管。2002年12月8日国务院同意广东省调整佛山市行政区划，同意撤销县级南海市，设立佛山市南海区。以原县级南海市的行政区域（不含南庄镇）为南海区的行政区域，区人民政府驻南海大道。
2005年，南海区调整部分镇（街）行政区划（粤民区[2004]104号文）：和顺镇并入里水镇；金沙镇并入丹灶镇；沙头镇并入九江镇；狮山街道办事处、松岗镇、官窑镇、小塘镇合并设立狮山镇，狮山镇面积达258.9平方千米；罗村撤镇设街道办事处；桂城、平洲街道并入新桂城街道，办事处设在原平洲；大沥、盐步、黄岐街道办事处合并设立大沥镇，新辖区户籍人口将达24.4万。保留西樵镇现行政建制。
2013年3月15日，南海区再次调整部分镇（街）行政区划：撤销罗村街道，其行政区域并入狮山镇；将大沥镇管辖的颜峰、横岗、兴贤、谭边、高边5个社区居委会，调整至狮山镇管辖。
为方便群众办事，利于管理，分别在桂城街道设置平洲管理处；在大沥镇设置大沥、盐步、黄岐办事处；在里水镇设置和顺办事处；在狮山镇设置狮山、小塘、官窑、松岗、羅村办事处；在丹灶镇设置金沙办事处；在九江镇设置沙头办事处。

## 文化

### 教育
数据方面，2005年，全区有幼儿园287所，托儿所44所，在园幼儿50325人，幼儿入园率96%；小学146所，在校学生145416人，初中40所，在校学生71533人，小学、初中入学率均为100%；高中27所，在校学生46731人，高中阶段入学率98.8%；独立设置的职业技术学校8所，成人学校17所，电视大学1所，在校学生12661人；在南海境内开办的高等教育机构有8处；全区高等教育毛入学率45.7%。全区教职员工共13725人，其中专任教师的学历达标率：小学100%、初中99.60%、高中96.80%、职中92.93%。

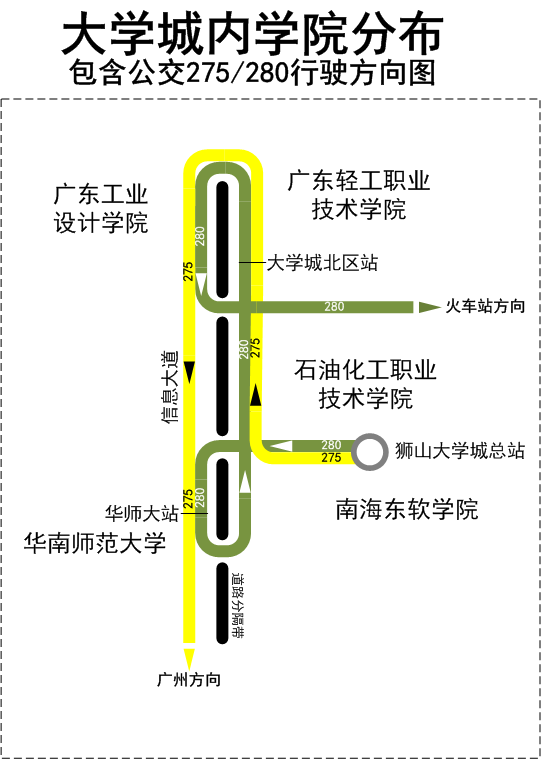
大学城园区内学院分布图

南海基础教育一直处于全国领先水平，早在1988年南海区已普及九年义务教育。据南海区官方统计，南海连续几年高考各批次上线人数均占佛山市总人数的40%，广东省的1/25以上。南海区一共有七所重点高中，分别是：石门中学、南海中学、石门中学狮山校区、桂城中学、九江中学、南海一中、艺术高中等。
高等教育在南海起步较晚，本科院校仅有佛山大学仙溪校区。南海根据以民营经济为主的发展模式，大力发展职业教育，区内建设有狮山大学城，比较知名的本科院校有广东东软学院；大专院校有：广东省石油化工职业技术学校、广东轻工职业技术大学、华南师范大学南海校区、广东理工职业学院工商学部、南海广播电视大学等。

### 语言
从有史记载以来，居民一直使用粤语，有多种差异明显的地方特色浓厚的口音，如九江话、沙头话、西樵话、丹灶话等，虽同属粤方言，但有些差异巨大，甚至导致无法直接交流:1176-1177。近三十年来，由于工厂区多数工人为外省流动人口，本地老板一般学会了普通话以与他们交流。

### 宗教
以佛教为主，观音在本区的地位比较高并有“观音文化”之说，区内有南海观音寺与南海观音文化苑，大多数传统民居中会供奉有神台。

### 民俗
南番顺（即南海番禺顺德，包含现在广佛大部分地区）作为粤文化的发源地之一，其固有文化得到了很好的继承与发展。佛山是醒狮的发源地，在佛山光是南海区就有2100多支狮队。
- 醒狮
- 南拳
- 龙舟

## 经济

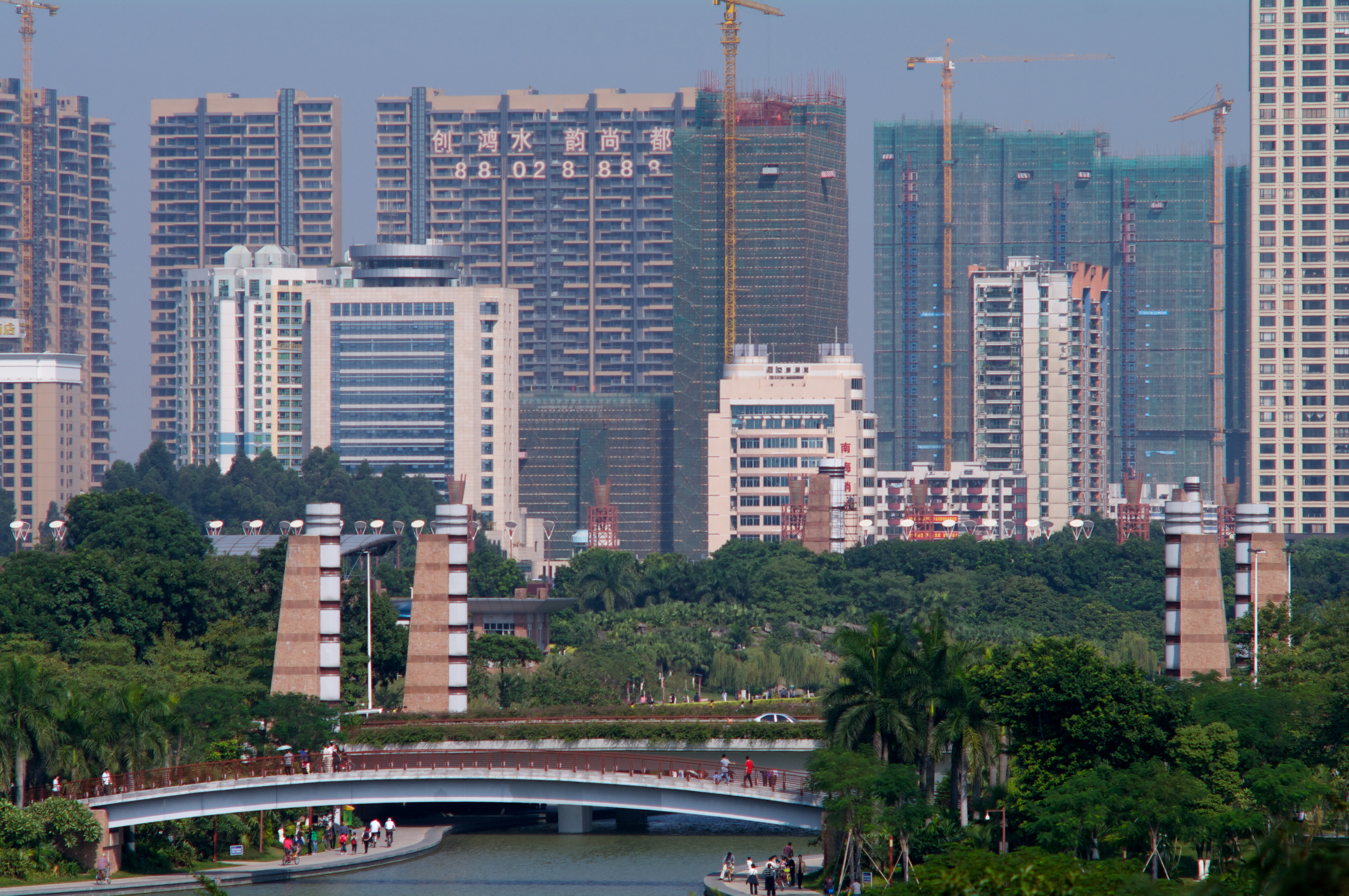
千灯湖附近的在建房地产项目

在官方参与评选的2005年中国百强县中排名第五。南海区是中国传统陶瓷业和近代纺织业的发祥地之一。早期基塘農業在南海區發展蓬勃。自改革开放以来，南海区经济发展迅猛，是著名的“广东四小虎”之一。2008年全区GDP1033.11亿元，同比增长21.7%。

## 交通

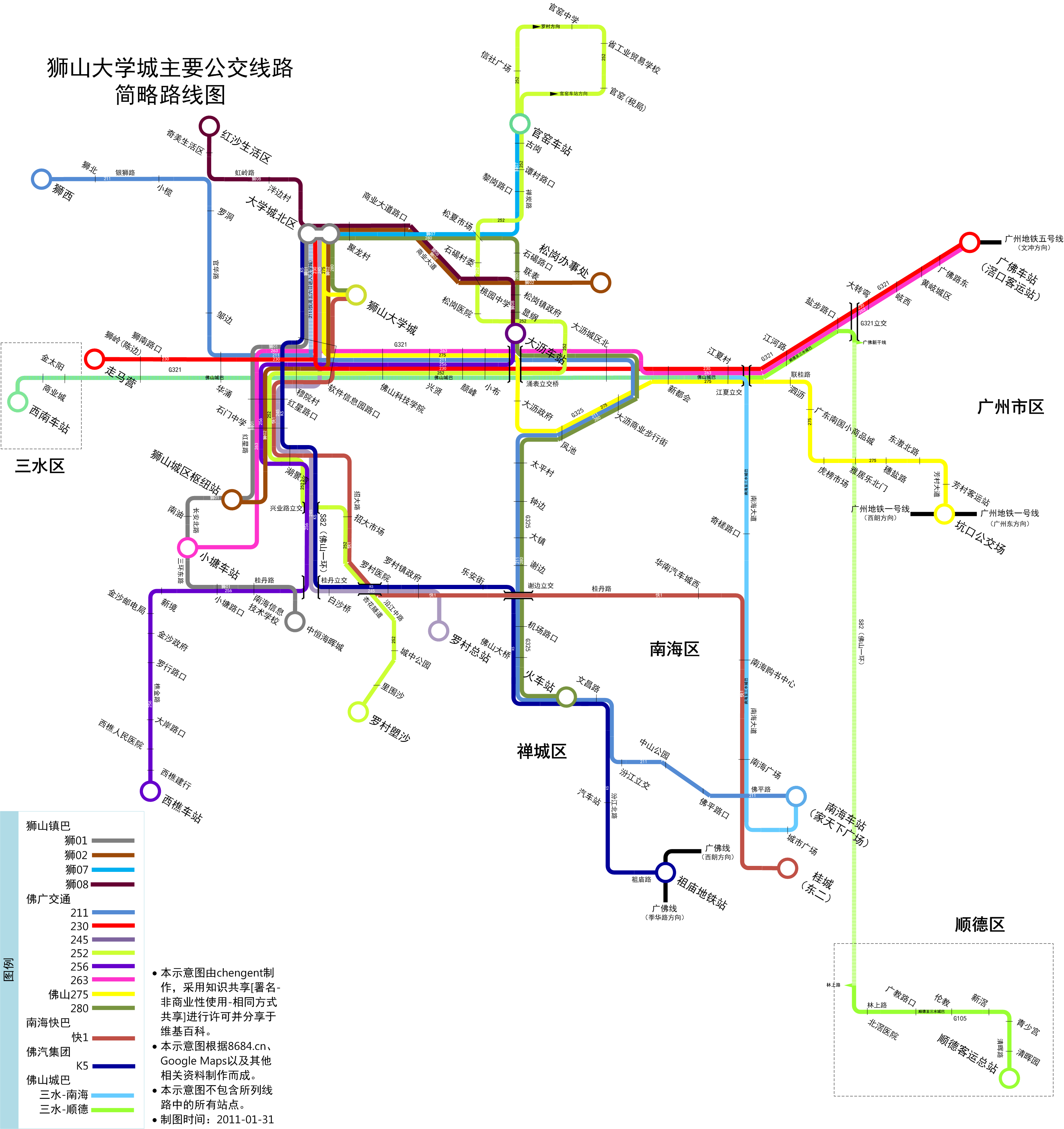
狮山大学城附近的公交车站路线图

南海居广州往粤西、海南、西南交通要冲，境内有 广佛高速
、 广肇高速公路、 佛开高速公路等多条高速公路。广茂铁路，以及西江北江干流经过；有设在平洲的南海港（货运）；佛山沙堤机场以及佛山西站在南海区狮山镇羅村；广佛地铁经过桂城接入广州，构成由公路、铁路、水道、航空、地铁等系统组成的立体交通网络。
- 广肇城际铁路通过南海境内。
- 佛山西站位于狮山镇境内，停靠广佛环线、广肇城际铁路、贵广高速铁路和南广铁路之列车。
- 除南海公交外，广州公交和佛山公交和顺德公交皆有经过南海的线路。南海公交分三层体系运行，分别为镇内红巴、来往镇街与中心城区的绿巴和镇际的黄巴，红巴票价2元刷卡7折一小时内换乘3.5折，绿巴和黄巴实行一票制2.8元。
- 出租车价格和广州相同，起步价8元，2.3公里后每公里2.6元，现时搭乘南海出租需多付1元燃油附加费。
- 在南海可使用广佛通进行交通消费。广佛通与广州的羊城通系统兼容。
- 2010广州亚运会後，桂城範圍內備有便民自行車[16]。
- 2010年11月3日，廣佛綫一期綫路開通，共有5個車站經過，分別是：桂城站，南桂路站，𧒽岗站，千燈湖站，金融高新區站[17]。群衆可以凴廣佛通、羊城通、嶺南通等進行地鐵搭乘。2021年9月15日，桂城公共自行车正式停止运营[18][16]。
- 2021年12月28日，佛山地铁2号线开通，在南海区内有林岳西站与林岳东站两个站点[19]。
- 2024年8月23日，佛山地铁3号线后通段南段开通，在南海区内有桂城站、西约站、叠滘站三个站点。同日开通的佛山地铁3号线后通段北段，也有九个站点位于南海区境内，分别是佛山大学站、南海大学城站、博爱中路站、科盛路站、兴业东路站、佛山西站、罗村站、孝德东站、联和站[20]。

## 旅游
南海区的旅游景点有西樵山摩崖石刻、九龙岩风景区、石燕岩景区、千灯湖、狮子岭森林公园、银坑溪、庆云洞景区、黄大仙圣境园、南海仙湖旅游度假区、雷岗公园百鸟园、文化公园、天湖公园、碧玉洞、南海观音、黄飞鸿狮艺武术馆、南海观音寺、珠江纵队独立第三大队队部旧址、黄岐龙母庙、九江鹭鸟天堂。

## 山水
南粤名山——西樵山，早在六千年前的新石器时代，西樵山便创造了灿烂的“双肩石器”文化，因此被称为珠江流域岭南文明的灯塔。
两江交错——南海位于西江、北江下游，境内河网密布，河道纵横交错，西江、北江干流及其西南涌等9条河流，在境内总长180公里:112-113，水资源丰富。

## 脚注
1. ↑  国务院第七次全国人口普查领导小组办公室. . 北京市: 中国统计出版社. 2022-07. ISBN 978-7-5037-9772-9. Wikidata Q130368174 （中文）.
2. ↑  . 大洋网.   [2021-11-02].
3. ↑  . 羊城晚报.   [2021-11-02]. （原始内容存档于2022-05-09）.
4. ↑  中华民国《1947年广东政区及邮政式广东地名一览》，大部分根据粤语标准音广州话拼写，其他部分由潮汕、客家、官话或其他方音拼写而成
5. ↑  . www.weather.com.cn.   [2025-01-21]. （原始内容存档于2012-05-16）.
6. ↑   (pdf). 南海区人民政府. 佛山市统计局. 2024-01-02.
7. ↑  . 中国·国家地名信息库.
8. ↑  . 南方日报.
9. 1 2 3  南海志地方编撰委员会.  第一版. 北京市: 中华书局. 2000. ISBN 978-7-101-02534-7.
10. 1 2 3 4  . 南海发布.   [2025-01-21] （中文（中国大陆））.
11. ↑  . 中国法院网. 2002-12-21 （中文（中国大陆））.
12. ↑  . m.thepaper.cn.   [2025-01-21].
13. ↑  南海教育信息网. .   [2009-09-16]. （原始内容存档于2014-08-20）.
14. ↑  . 南方日报.   [2021-11-02]. （原始内容存档于2021-11-04）.
15. ↑  . CCTV中国中央电视台. 2023-03-14  [2023-03-15]. （原始内容存档于2025-01-01）.
16. 1 2  珠江时报. .
17. ↑  .   [2025-01-22]. （原始内容存档于2025-01-15）.
18. ↑  南方都市报. . 2021-09-10  [2025-01-22]. （原始内容存档于2025-02-14）.
19. ↑  南海桂城. . 2021-12-28.
20. ↑  广州日报新花城. . 2024-08-20  [2025-01-22]. （原始内容存档于2024-08-20）.
21. ↑  . 大洋网.   [2021-11-02] （中文（中国大陆））.